# Wilhelm von Goertzke
Wilhelm Adolf Albrecht von Goertzke (* 4. März 1875 in Großbeuthen; † 18. November 1961 in Kiel) war Domherr zu Brandenburg, Kurator der dortigen Ritterakademie Brandenburg und Gutsbesitzer auf Großbeuthen bei Trebbin.

## Leben
Wilhelm von Goertzke wurde als Sohn des Gutspächters Albrecht Hans von Goertzke (1843–1883) auf dem Rittergut seiner Vorfahren geboren. Seine Mutter war Luise von Ribbeck-Horst-Blumenthal (1848–1920). Die Jugend erlebte er auf dem Askanischen Gymnasium zu Berlin und dann mit dem Abschluss des Abiturs von 1894 bis zur Reifeprüfung 1896 auf der Ritterakademie Brandenburg. Danach folgte das Studium der Landwirtschaft in Göttingen und Halle/Saale.Ehrenmitglied des Corps Saxonia Göttingen.  Eine reine Militärzeit ist nicht nachgewiesen. Nach Quellenbelegen war er aber vom Sommer 1915 bis Februar 1917 bei der Militärverwaltung Kurland in Mitau (heute Jelgava), dann Leiter der Kreiswirtschaftstelle des Kreises Teltow mit Sitz in Berlin. Goertzke war über fünfzig Gutsherr auf Großbeuthen und wohnte die letzten Lebensjahre in Kiel.

## Familie
1904 heiratete er die pommersche Gutsbesitzerstochter Leontine von Weiher-Zemmin (1878–1954). Das Paar hatte eine Tochter und drei Söhne.
Die Tochter Christa heiratete den aus Schlesien stammenden Inspektor und späteren Gutsbesitzer Claus-Ulrich von Koschembahr (1907–1969), der Verwalter unter anderem der Rittergüter Großbeuthen und später in Krahne – Rotscherlinde (von Schierstädt) sowie auf Klessen (von Rochow) war. Alle drei Söhne, Karl Albrecht, Horst und Friedrich, gingen auf die Ritterakademie, wurden Gutsmitinhaber, schlugen eine höhere Verwaltungslaufbahn ein oder waren Marineoffizier.
In Tradition des evangelischen Landadels schloss er sich 1910 dem Johanniterorden an und wurde Rechtsritter im Jahre 1922. Sein Bruder Joachim (1877–1951) war Genealoge und Militärschriftsteller und zuletzt Oberstleutnant a. D. Die Familie von Goertzke-Großbeuthen und ihre Anverwandten waren fast sämtlich Mitglieder der Deutschen Adelsgenossenschaft. Nach dem Zweiten Weltkrieg war Wilhelm von Goertzke zusammen mit seinem Schwiegersohn sogar als Autor tätig.

## Gutsbesitzer
Wilhelm erbte durch den frühen Tod des Vaters Großbeuthen. Die Größe des Betriebes blieb von 1896 bis 1929 konstant um die 950 ha. Die Übernahme der Geschäfte ist nach eigenen Angaben auf 1899 datiert. Nur wenige Zeit später wurde er als Bauherr tätig und ließ das Gutshaus Großbeuthen modernisieren, weitere Bautätigkeiten folgten 1922 und Ende der 1930er Jahre mit dem Umbau von zwei Werkwohnungen. Auf dem Rittergut Großbeuthen waren Mitte der 1920er Jahre 27 festangestellte Mitarbeiter, vom Schafmeister bis zum herrschaftlichen Kutscher angestellt, mit Emma Lorenz eine einzige Gutsarbeiterin.
Er pachtete zwischenzeitlich das 590 ha große Gut Wendisch (Märkisch) Wilmersdorf des Fritz Graf von Schwerin und war Mitglied in dessen Deutscher Dendrologischen Gesellschaft. Zu allen Zeiten hielt Goertzke Kontakt mit anderen Gutsherren, bis hin ins Baltikum und nach Ostpreußen. Besonders zu den Nachbargütern der näheren Umgebung, Stücken, Siethen, Löwenbruch, und Kerzendorf sowie Genshagen wurden unabhängig der Konfession oder der Nobilitierung gesellschaftliche Konnexionen gepflegt. Für 1940 wird das Rittergut Groß- und Kleinbeuthen mit 870 ha Größe geführt. Der Gutsbesitz war nachweislich vor 1600 in den Händen seiner Vorfahren. Goertzke war zudem einige Jahre Stellvertreter bei der Landwirtschaftskammer für die Provinz Brandenburg. Als Gutsbesitzer war Wilhelm von Goertzke auch Patron der Kirchengemeinde Großbeuthen und zum Teil der Kirchengemeinde Gröben, wo sich sein Wappen im Kirchenfenster findet. In der Kirche zu Großbeuthen sind die Wappen der eingeheirateten Frauen an der Empore abgebildet.

## Domherr zu Brandenburg
1924 wurde Wilhelm als ehemaliger Zögling zum Kurator der Ritterakademie und zugleich Domherr des Hochstifts zu Brandenburg gewählt. Als Kurator vertrat er viele Jahre die traditionsreiche Adelsschule mit Internat ehrenamtlich nach außen. Er rettete 1937 bei seinen Verhandlungen mit Emil Stürtz, NS-Oberpräsident und Gauleiter von Brandenburg, die Einrichtung vor der kompletten Schließung und konnte zu mindestens das Alumnat schützen. Die Zöglinge gingen danach auf die nicht minder bekannte Saldria-Schule in Brandenburg. Danach gab er die Ämter auf, sein Nachfolger wurde der Gutsbesitzer Hans von Rochow-Stülpe.